# RaD Man
ラッド・マン（RaD Man）は、コンピュータとデジタル・アートの歴史家クリスチャン・ワース（Christian Wirth）のこと。インターネットの裏世界では国際アート・グループ「ACiD」の創造者、通称「RAD MAN」としてかなりの有名人になっている。ワースの専門分野は80年代後半から90年代前半においてオンライン・BBS世界で主流だったANSIアートであり、20年以上の豊富な経験を活かし現在ではアンティーク化しつつあるANSIアートの歴史家として活躍している。
80年代の中盤、ワースは初めて「RAD MAN」と名乗り「ACES OF ANSI ART（AAA）」というANSIアート・グループに参加した。1990年、今では世界的に有名なANSIアート・グループ「ACiD」を他のアーティストたちと共に設立。時代の流れと共に発達してきたオンラインBBSネットワークをめぐりメンバー達が制作したANSIアートを全世界に配布するACiDは徐々に知名度を上げていった。
1996年には、それまでに収録されてきたアートを保管するために、ワースは「ACiD ARTPACKS ARCHIVE」を設立する。このコレクションはDVDに収録され、2004年に「DARK DOMAIN」として再現される。
ワース自身は2002年以来ANSIアートの歴史家と同時にBBS時代のANSIアートの代弁者として活動し、過去のアーティスト達のインタービューを行ったりANSIアートに関する情報を研究し、レポートやプレゼンテーションに納めている。彼の活動の中でも特に注目されているのが「The ARTS」というアートに限らずBBS時代の創造的なあらゆる面をテーマとするオンライン・トークショー・ラジオ番組。他にもワースは2005年に公開されたBBS世界の決定版ドキュメンタリー「BBS: The Documentary」にも出演している。